# Lauritz Schmidt
Lauritz Thura Thrap Schmidt (* 1. Mai 1897 in Oslo; † 27. Juni 1970 ebenda) war ein norwegischer Segler.

## Erfolge
Lauritz Schmidt, Mitglied des Kongelig Norsk Seilforening, nahm zweimal an Olympischen Spielen teil. Er gewann 1920 in Antwerpen gleich bei seinem Olympiadebüt in der 8-Meter-Klasse nach der International Rule von 1919 die Silbermedaille. Mit der Lyn kam er in drei Wettfahrten stets hinter dem zweiten norwegischen Boot Sildra und vor dem belgischen Boot Antwerpia V als Zweiter ins Ziel, weshalb die Lyn die Regatta auf dem zweiten Platz beendete. Zur Crew gehörten außerdem neben Skipper Jens Salvesen noch Nils Thomas, Ralph Tschudi und Finn Schiander.
Bei den Olympischen Spielen 1936 in Berlin wiederholte er in der 8-Meter-Klasse diesen Erfolg. Er war erneut Crewmitglied, diesmal der Silja unter Skipper Olaf Ditlev-Simonsen, die die im Olympiahafen Düsternbrook in Kiel stattfindende Regatta auf dem zweiten Platz abschloss. Zunächst hatte die Silja ebenso wie die Germania III aus Deutschland 53 Gesamtpunkte erreicht, im Stechen um den zweiten Rang hinter den Olympiasiegern aus Italien setzte sie sich schließlich gegen ihre deutschen Konkurrenten durch. Neben Schmidt und Ditlev-Simonsen erhielten auch die übrigen Crewmitglieder John Ditlev-Simonsen, Hans Struksnæs, Nordahl Wallem und Jacob Tullin Thams die Silbermedaille.
Schmidt besuchte eine Handelsschule und lebte während seiner Ausbildung drei Jahre in Hamburg. 1926 wurde er Leiter der Buchdruckerei und -binderei Nationaltrykkeriet A/S & Forlagsbokbinderiet.